# Miguel Fisac

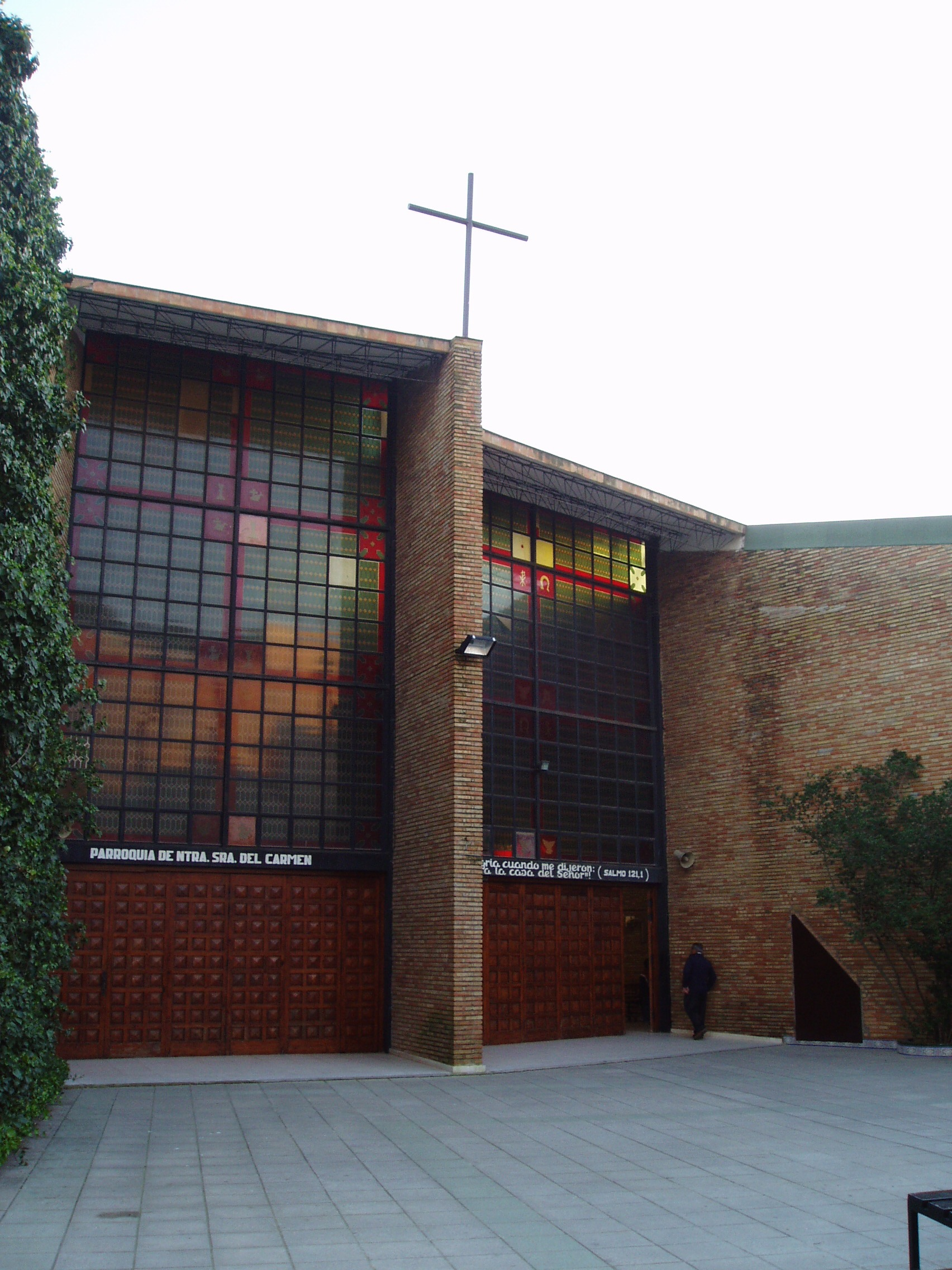
Iglesia de Fisac em Punta Umbría, Huelva

Miguel Fisac Serna (Daimiel, Cidade Real, 29 de Setembro de 1913 — Madrid, 12 de Maio 2006) foi um arquitecto, urbanista e pintor espanhol.

## Obras arquitectónicas principales
- Edificio central del CSIC (Madrid)
- Iglesia del Espíritu Santo (Madrid)
- Instituto Nacional de Óptica Daza de Valdés (Madrid)
- Instituto Cajal y de Microbiología (Madrid)
- Instituto Laboral de Daimiel (Daimiel, Ciudad Real).
- Centro de Formación del Profesorado da Universidad Complutense de Madrid
- Instituto de Enseñanza Media (Málaga)
- Centro de Estúdios Hidrográficos (Madrid)
- Laboratorios Made (Madrid)
- Edificio de viviendas en Doctor Esquerdo (Madrid)
- Edificio de oficinas de Vega (Madrid)
- Iglesia Parroquial de Santa Ana, em Moratalaz (Madrid)
- Centro de Cálculo en la Universidad Complutense de Madrid
- Edificio de IBM en Paseo de la Castellana (Madrid)
- Edificio de Laboratorios Jorba, La Pagoda (Madrid)
- Bodegas Garvey (Jerez de la Frontera, Cádiz)
- Iglesia Parroquial Nuestra Señora Flor del Carmelo (Madrid)
- Iglesia de los dominicos (Valladolid)
- Edificio de la Biblioteca Pública del Estado, em Cuenca (Glorieta González Palencia, Cuenca)

## Obra escrita
- La arquitectura popular española y su valor ante la del futuro. Madrid: Ateneo, 1952.
- La molécula urbana. Una propuesta para la ciudad del futuro Madrid: Ediciones y Publicaciones Españolas, 1969.
- Reflexiones sobre mi muerte. Madrid: Nueva Utopía, 2000.